# Churu
Churu (Hindi: चूरू) ist eine Großstadt (Municipal Council) mit ca. 130.000 Einwohnern in der Shekhawati-Region im indischen Bundesstaat Rajasthan. Churu ist Hauptstadt des gleichnamigen Distrikts.

## Geografie
Churu liegt am Ostrand der Halbwüste Thar im Norden von Rajasthan in einer Höhe von ca. 290 m ü. d. M., gut 200 Kilometer (Fahrtstrecke) nördlich von Jaipur und 250 Kilometer westlich von Delhi. Das Klima ist trocken und warm; Regen fällt eigentlich nur in der sommerlichen Monsunzeit.

## Bevölkerung
Offizielle Bevölkerungsstatistiken werden erst seit 1991 geführt und veröffentlicht. Der starke Anstieg der städtischen Bevölkerungszahlen beruht im Wesentlichen auf der Zuwanderung von Familien aus dem Umland.
| Jahr      | 1991   | 2001    | 2011    |
| Einwohner | 82.464 | 101.874 | 120.157 |

Die Hindi und Urdu sprechende Bevölkerung besteht zu gut 56,2 % aus Hindus, zu ca. 43,3 % aus Moslems; zahlenmäßig kleine Minderheiten bilden Jains, Christen, Sikhs, Buddhisten und andere. Wie bei Volkszählungen im Norden Indiens üblich, liegt der männliche Bevölkerungsanteil etwa 6 % höher als der weibliche.

## Wirtschaft
Die Lebensgrundlage der Bevölkerung bildet die im Umland betriebene Landwirtschaft (Weizen, Hirse und Raps), aber auch Viehzucht (Schafe, Ziegen, Kamele) wird in geringem Umfang und vorwiegend zur Milch- und Wollproduktion betrieben. In der Stadt selbst haben sich Handwerker, Händler und Dienstleister aller Art angesiedelt.

## Geschichte
Der lokalen Überlieferung zufolge wurde Churu im Jahr 1620 n. Chr. von Chuharu Jat, einem Angehörigen des Jat-Volks, gegründet; sukzessive wurden andere Dörfer in der Umgebung angegliedert. Es entwickelte sich ein anhaltender Konflikt mit der ca. 170 km westlich gelegenen Stadt Bikaner, der einstmals dominierenden Handelsstadt im Norden der Wüste Thar. Die seit Jahrhunderten schwelenden Auseinandersetzungen gipfelten im Jahr 1818 in der Besetzung Churus durch Bikaner und in einem weiteren Krieg (1871) und der erneuten Besetzung Churus, die bis zur Unabhängigkeit Indiens (1947) andauern sollte.

## Sehenswürdigkeiten
- Im Stadtzentrum befinden sich zahlreiche mehrgeschossige Kaufmannspaläste (havelis) mit Wandmalereien im Stil der Shekhawati (z. B. Kanhaiya lal Bagla ki Haveli, Surana Haveli, Mantri Haveli und andere), die sich jedoch allesamt in einem schlechten baulichen Zustand befinden.
- Am Stadtrand liegt das Malji Ka Kamra Haveli, ein von einem reichen Kaufmann in indo-europäischen Stilformen als Gästehaus für den Maharaja von Bikaner konzipierter Palast aus dem ausgehenden 19. Jahrhundert, der inzwischen zu einem Hotel umgebaut wurde.
- Wie der Thronsaal eines Palastes wirkt auch der im 17. oder 18. Jahrhundert entstandene, aber immer wieder restaurierte Jain-Tempel. Die Wände im Inneren sind aufwendig mit Wandfliesen, Blattgold und Malereien bedeckt.

Umgebung
- Ca. 15 km südlich liegt der Ort Ramgarh. Hier befinden sich zahlreiche kleinere palastähnlich ausgestaltete Memorialbauten (chhatris).